# Дели
Дели (фр. Delut) насеље је и општина у североисточној Француској у региону Лорена, у департману Меза која припада префектури Верден.
По подацима из 2011. године у општини је живело 113 становника, а густина насељености је износила 12,31 становника/km². Општина се простире на површини од 9,18 km². Налази се на средњој надморској висини од 200 метара (максималној 277 m, а минималној 190 m).

## Демографија
| 1962. | 1968. | 1975. | 1982. | 1990. | 1999. | 2011. |
| ----- | ----- | ----- | ----- | ----- | ----- | ----- |
| 156   | 166   | 148   | 119   | 101   | 92    | 113   |

График промене броја становника у току последњих година